# Baeopogon
Baeopogon là một chi chim trong họ Pycnonotidae.